# Známensk (Astracán)
Známensk ([θ'nam ens k]ⓘ en ruso: Знаменск) es una ciudad cerrada ubicada al norte del óblast de Astracán, en Rusia. Es centro de la base de ensayos de misiles de Kapustin Yar, y se encuentra a orillas del río Ajtuba a 93 km al este de Volgogrado y 304 km al noroeste de Astracán.

## Historia
Fundada en 1948, la localidad se llamó Kapustin Yar-I. La estación de ferrocarril más cercana se encuentra a 85 km en la línea Volgogrado-Astracán.

## Demografía
| 1996   | 2001   | 2002   | 2008   | 2010   |
| ------ | ------ | ------ | ------ | ------ |
| 35 000 | 36 370 | 32 068 | 32 358 | 29.401 |

## Personalidades
- Valeri Tokarev — (*1952) cosmonauta ruso.